# Turgenev (cratère)
Turgenev est un cratère d'impact présent sur la surface de Mercure. 
Le cratère fut ainsi nommé par l'Union astronomique internationale en 1979 en hommage à l'écrivain russe Ivan Tourgueniev. 
Son diamètre est de 136 km. Il se situe dans le quadrangle de Borealis (quadrangle H-1) de Mercure.